# Eerde (Noord-Brabant)
Eerde (Veghels dialect: d'Eerd) is een dorp in de provincie Noord-Brabant, gelegen in de Meierij van 's-Hertogenbosch. Eerde is een kerkdorp van de gemeente Meierijstad. Op 1 januari 2023 telde Eerde 1.480 inwoners, op een oppervlakte van 3,75 km². De naam Eerde betekent 'beploegde grond, bouwland'. Eerde ligt in het nationaal landschap Het Groene Woud.

## Geschiedenis
Eerde is een speciaal dorp binnen de oude schepenbank Veghel. Ze is namelijk het oudste kerkdorp in de gemeente Veghel. In tegenstelling tot de respectievelijk pas in de negentiende en twintigste eeuw ontstane kerkdorpen Zijtaart en Mariaheide, beschikte Eerde al eeuwenlang over een eigen Sint-Antoniuskapel. Deze kapel wordt al in de vijftiende eeuw genoemd en stond op het huidige Sint-Antoniusplein. Samen met de Sint-Sebastianuskapel aan het Hoogeinde en de Sint-Antoniuskapel aan het Havelt, was dit een van de drie kapellen binnen de schepenbank van Veghel. In tegenstelling tot de andere twee kapellen, bleef die van Eerde lange tijd bediend door een eigen priester. In 1798 is dat Jacobus Philippus Heijs, ‘Roomsch priester int Eerde’. Rondom deze kapel concentreerde zich in de loop der tijd de dorpskern van Eerde. In oude akten van de Veghelse schepenbank spreekt men veelal van ‘int Eerde ontrent de Capelle’, wanneer men de oude dorpskern aanduidde. De Rooise koster Adriaan Brock omschrijft Eerde begin 19e eeuw als:
"Een groot en uitgestrekt gehucht gelegen tusschen Rode, Vegchel en Schijndel, en behoorende ook gedeeltelijk onder, zoo politiek als kerkelijk, der der drie genoemde dorpen."
Het dorp kende eeuwenlang een korte verbindingsroute met de kern Veghel, het zogenaamde Eerdse Pad, die tegenwoordig in Eerde nog herkenbaar is als Den Dubbelen en in Veghel-Eikelkamp als Chrysantenstraat.

### Dorp onder drie Heren
Rondom Eerde deed zich de vreemde situatie voor, dat het dorp zogenaamd drieherig was. Het dorp en de omliggende buurtschappen en landerijen waren als een lappendeken verdeeld onder het gezag van de dorpen Veghel (Kempkens, Zandsteeg, Willebrordushoek, Kalverkamp, Abenhoef en gedeeltelijk De Kuilen, Grootdonk en het dorp Eerde), Sint-Oedenrode (gedeeltelijk het dorp Eerde, De Kuilen en Grootdonk) en Schijndel (Zandvliet, Hoeves en Heertveld). Dit zorgde voor vreemde situaties. Wiro Heesters (1981) geeft aan dat de meest waarschijnlijke oorzaak van de versnippering rond Eerde/Koevering is dat de hertog de molenaar van Eerde wilde bevoordelen door voor drie gemeenten te mogen malen: de molenaar Arnold Heijm mocht zijn molen bouwen op het grondgebied van Schijndel, Sint-Oedenrode en Veghel. Van Asseldonk (2010) wijst er op dat alle huizen van Eerde binnen de oude gemeentegrenzen van Veghel stonden, maar een aantal huizen behoorde er tot de kerkelijke parochie en tevens het rechterlijke en bestuurlijke ressort van Sint-Oedenrode. De meeste bewoners van die ‘Rooise’ huizen maakten wel gebruik van de Veghelse gemeint, maar zij betaalden daarvoor, waarbij hun vee gebrandmerkt werd. Dat Eerde al lang tot de Veghelse schepenbank behoort, bewijst het oude gebruik tot het houden van ‘dingen’ of zittingen van de Veghelse schepenen in het dorp. In de rekening van de hertogelijke rentmeester Tielman van Son van circa 1340 komt een post voor ‘voor de uitgaven van genoemde Tielman gemaakt in Brussel vanwege die van Veghel en toen de gedingen (placita) waren bij Eerde’. Op deze zittingen werd vastgesteld wie in Eerde met hoeveel en wat voor beesten van de Veghelse gemeint gebruik mocht maken.

### Ruzie om Eerde
In de achttiende eeuw brak er een langdurig en moeilijk proces aan tussen de zwagers Gijsbert de Jong, erfsecretaris van Veghel en Gijsbert Gualtherij, erfsecretaris van Sint-Oedenrode over het rechterlijk toebehoren van Eerde aan Veghel of Sint-Oedenrode, wegens de inkomsten van Eerde in de achttiende eeuw. De Rooise lasten waren hoger dan die van Veghel, waardoor rond 1725 meerdere 'Rooise Eerdenaren' hun huis afbraken en opnieuw opbouwden in Veghel. De ruzie duurde tientallen jaren en werd nooit goed opgelost.

### Plannen tot herindeling
Tot 1 mei 1966 verliep de grens van de bebouwde kom van Eerde erg grillig: zo stond de kerk op grondgebied van Veghel, de pastorie op grondgebied van Sint-Oedenrode, was de speelplaats van de oude jongensschool Veghels, maar het gebouw Roois en loopt de grens in de ambtswoning van het Hoofd der School dwars door het huis. Ook het kerkhof werd doorsneden door een gemeentegrens. Op vragen van het PvdA-Kamerlid Scheps werd bevestigend geantwoord dat een inspecteur van het Bevolkingsregister uit 's-Gravenhage persoonlijk de situatie in ogenschouw nam, in welke plaats nu het Hoofd der School woonde en in welke gemeente zijn kinderen geboren waren. Een herindeling kon dus niet uitblijven.
Begin jaren 1920, in de jaren 1930 (mislukt door een petitie van de "Rooijse" bewoners dat ze liever onder Sint-Oedenrode bleven), 1941 en 1947 zijn er pogingen geweest om Eerde in zijn geheel bij een van de drie gemeenten Schijndel, Sint-Oedenrode of Veghel te voegen.
In 1941 vindt de stuurgroep die belast is met het onderzoek naar samenvoeging Veghel de beste optie. Het dorp Eerde blijkt dan ook in nagenoeg elk opzicht geheel op Veghel georiënteerd te zijn. Govers (2000) beschrijft het standpunt van Gedeputeerde Staten als: “De beweegreden voor ons voorstel is, dat de huidige verdeling van het dorp Eerde onder de gemeenten St.-Oedenrode, Schijndel en Veghel verkeerd is. Aangezien het veruit grootste deel der bevolking van Eerde reeds thans op gebied der gemeente Veghel woont en bovendien de bewoners van Eerde meer op Veghel dan op Schijndel op St.-Oedenrode zijn aangewezen, biedt ons boven omschreven voorstel (overhevelen van de delen van St.-Oedenrode en Schijndel naar Veghel) de meest redelijke oplossing." Wegens de oorlogsperiode wordt het plan echter niet ten uitvoer gebracht. Pas in 1961 haalt men de kwestie Eerde opnieuw aan. Govers (2000) beschrijft dat het standpunt is "In het algemeen genomen, mag worden gesteld, dat die gemeente hiervoor het meest in aanmerking komt, waarmede de plaatselijke gemeenschap de nauwste relatie onderhoudt en het sterkst op is georiënteerd. De Eerdse parochie telt in totaal 1.150 zielen, hiervan wonen: 701 (61%) onder de gemeente Veghel, 305 (26,5%) onder de gemeente St.-Oedenrode en 144 (12,5%) onder de gemeente Schijndel. Hieruit blijkt overduidelijk, dat het grootste gedeelte van de Eerdse bevolking bestuurlijk bij Veghel is ingedeeld. Geografisch gezien ligt Eerde korter bij de kern Veghel, dan bij St.-Oedenrode of Schijndel. Daarbij komt nog, dat de essentiële lokale verzorgingsinstellingen: kerk, patronaatgebouw, klooster, meisjesschool kleuterschool en binnenkort ook de nieuwe jongensschool op Veghels grondgebied liggen. De nieuw te bouwen boerenleenbank komt eveneens onder Veghel. Voor het voortgezet onderwijs (HBS, MMS, LTS, Landbouwschool, Ulo, BLO), de gezondheidszorg (ziekenhuis, kraamcentrum etc.), de verzorgende overheidsdiensten (Gew.Arb. Bureau, belastingen, PTT) is Eerde volledig op Veghel georiënteerd..." Ten slotte komt de bebouwde kom van Eerde op 1 mei 1966 volledig onder de gemeente Veghel. Het plan om de gehele parochie bij Veghel te voegen wordt in het voorstel niet overgenomen: Schijndel verliest wel de "wormvormige" uitloper in Roois grondgebied, het deel ten noorden van het Duits Lijntje (buurtschap Hoevens) blijft Schijndels grondgebied.

### Tweede Wereldoorlog

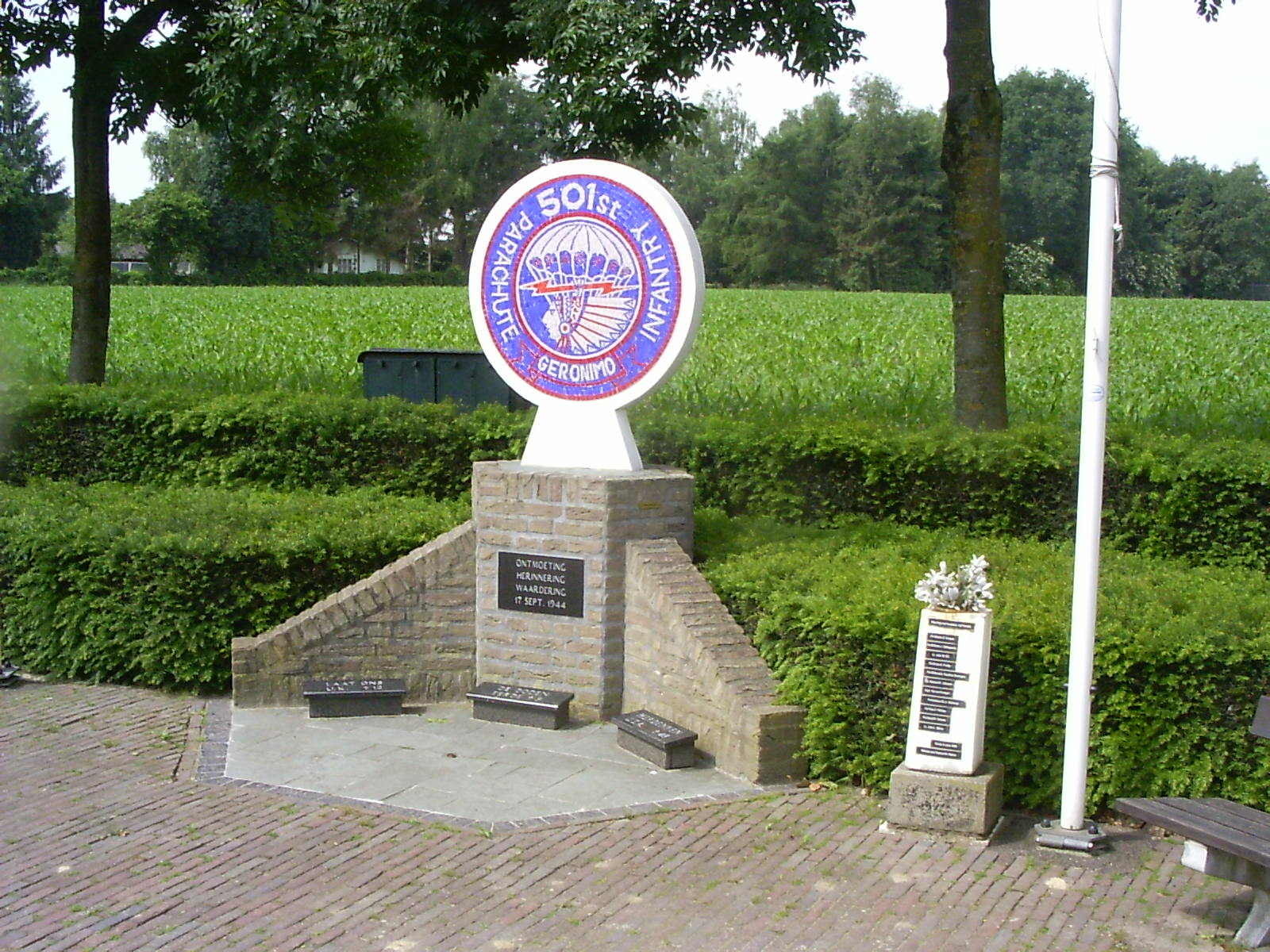
Geronimo-monument te Eerde

Tijdens de Tweede Wereldoorlog had Eerde zwaar te lijden bij de bevrijding van Zuid-Nederland in 1944. Eerde was onderdeel van het plan Operatie Market Garden.
De omgeving van Eerde was aangewezen als landingsplaats voor het 2e en 3e bataljon van het 501ste Parachute Infantry (Geronimo) Regiment. Samen met het 1e bataljon, dat ten noorden van Veghel landde, moesten zij de befaamde corridor tussen Sint-Oedenrode en Uden veroveren. In de corridor boven Eerde lagen de belangrijke bruggen in Veghel over de Zuid-Willemsvaart en de Aa.
In korte tijd werd Eerde door de Amerikanen bezet. Een dag later vielen Duitse soldaten het dorp aan, vanuit de Eerdse Bergen en vanuit Schijndel via het Duits Lijntje. Het kwam tot heftige gevechten waarbij de kerk, de Eerdse molen en de Koeveringse molen ernstig beschadigd raakten. Eerde werd heroverd door de Duitsers en later weer door de Geallieerden. Uiteindelijk bleef Eerde op 26 september in Amerikaanse handen.
Jaarlijks organiseert het Airborne Comité Eerde op 17 september een herdenking bij het Airborne monument aan het Zandvliet.

## Dorpsontwikkeling
De naam Eerde is waarschijnlijk te herleiden tot het oude Brabantse leengoed Heertveld [‘Eerdveld’]. De benaming Eerdveld wijst op 'beploegde grond, bouwland' en doet vermoeden dat Eerde in de Middeleeuwen als akkerdorp is ontstaan in de nabijheid van de hoeve Heertveld. In de veertiende eeuw is ‘Eeussken van Eerde’ leenman van dit goed. Het leengoed Heertveld lag oorspronkelijk in het huidige Veghelse gedeelte van Eerde –toen Sint-Oedenrode-, maar ze werd aan het einde van de achttiende eeuw door de toenmalige eigenaar Pieter de Jong, erfsecretaris van Veghel, opnieuw opgebouwd op het grondgebied van Schijndel om zo gebruik te kunnen maken van de gemeentelijke broekgronden van Schijndel. Daarmee kwam een eind aan het al eeuwen durende geschil tussen de eigenaren van de hoeve en de gemeente Schijndel. De inwoners van Schijndel weigerden de eigenaren van de Heertveldse hoeve immers al eeuwen het gebruik van de gemeentegronden bij Wijbosch. In de nabijheid van Eerde ontstonden later ook buurtschappen zoals Wolvershoeck [nu Willibrordushoek], Abenhoef en Kalverkamp. Een aparte vermelding is de hoeve Grootdonk waard. Deze voorname hoeve behoorde in de achttiende eeuw toe aan het Vrouwegasthuis Adam van Mierde in ’s-Hertogenbosch.

## Landschappelijke ontwikkeling

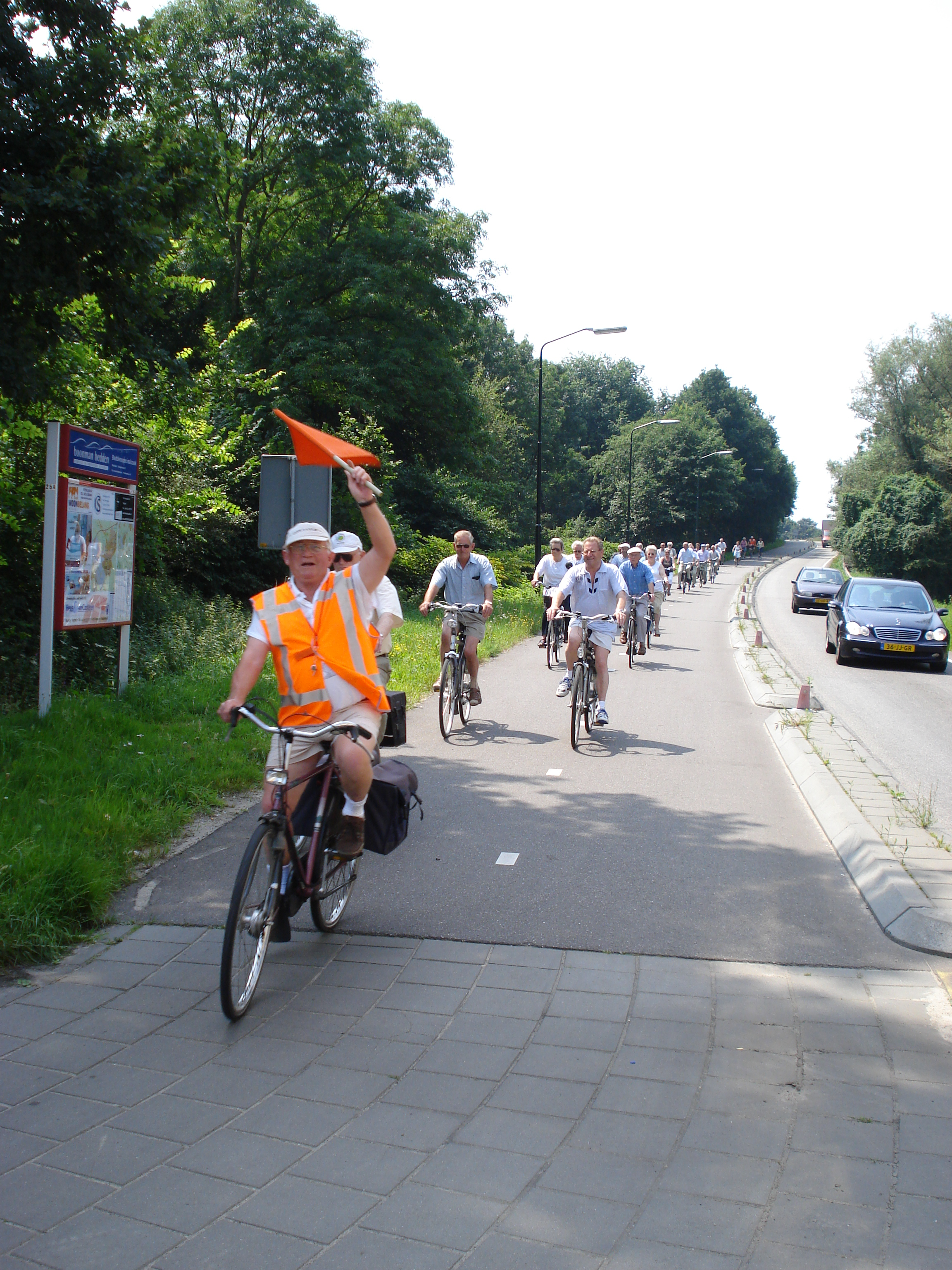
Fietsuitstapje senioren in Eerde

Het landschap rond Eerde wordt getypeerd door enerzijds hoge, droge gronden ten westen van het dorp en de drassige lage gronden ten oosten van het dorp. De broeklanden werden grotendeels gevormd door het Veghels Broek of De Dubbelen. Deze oude gemeentegronden bestonden uit drassige heidevelden die eind 18e en begin 19e eeuw grotendeels ontgonnen werden. Ze werden grotendeels beplant met populieren, waardoor in Eerde het typische Meierijse Peppellandschap (Populierenlandschap) ontstond. Dit typerende landschap is grotendeels opgeofferd aan het gigantische industrieterrein De Dubbelen. Door uitbreiding van de industrie en door aanleg van de rijksweg A50 ligt Eerde momenteel aan Veghel vast. Het kerkdorp ligt ingeklemd tussen Enerzijds het uitdijende Veghel, anderzijds het uitdijende Schijndel. In overleg tussen deze twee gemeenten is momenteel besloten om het gebied rond Eerde tot recreatie-ontwikkelingsgebied te maken.
Dit sluit aan bij het beter ontwikkelen en benutten van de Eerdse Bergen. Door intensief gebruik van de Schijndelse Heide ontstond het stuifzandcomplex Eerdse Bergen. De stuifzanden dreigden het dorp Eerde onder te stuiven, waardoor rond 1700 de zanden met eikenhakhout beplant werden. Hierdoor ontstonden de typerende stuifwallen van de Eerdse Bergen.
De Eerdse Bergen zijn inmiddels grotendeels afgegraven, maar vormen door hun beplantingspatroon nog altijd een kenmerkend landschapselement. Nu zoekt men naar mogelijkheden om de Eerdse Bergen een versterkte natuurlijke functie te geven. De nabijgelegen Vlagheide zal misschien een intensievere recreatieve functie krijgen.

## Bezienswaardigheden

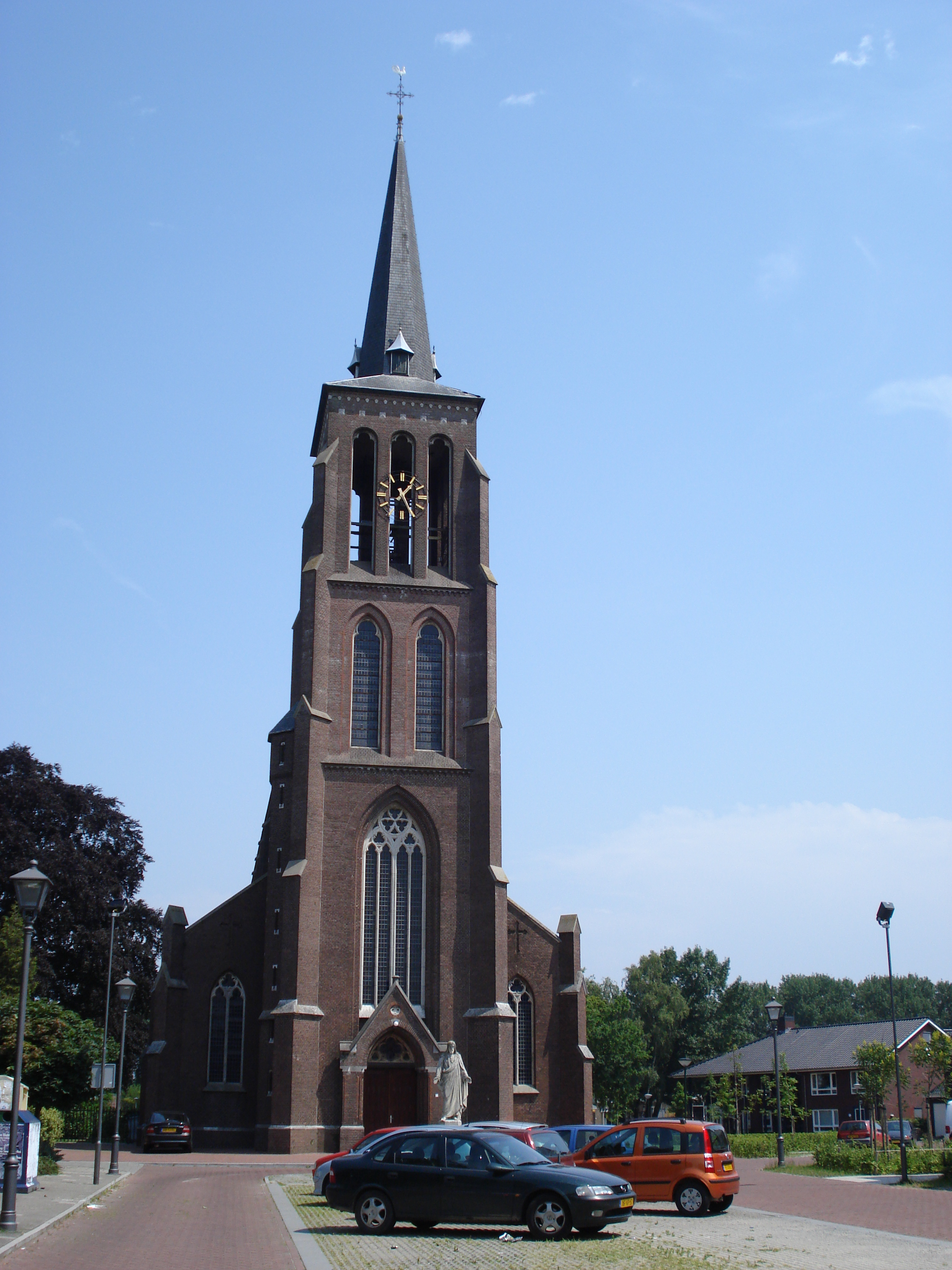
St.Antoniuskerk Eerde, vooraanzicht

De mooiste plaats in het dorp is het kerkplein met enkele gebouwen eromheen.
- De Sint-Antoniuskerk is een neogotische kerk, ontworpen door Hendrik Jacobus van Tulder. Ze werd gebouwd van 1871-1872 en heeft ramen van Aarnoud Paashuis.
- Op plein voor de kerk bevindt zich een Heilig Hartbeeld uit 1924, dat in 2009 werd gerestaureerd.
- In het parkje bij het kerkplein bevindt zich een merkwaardige kronkelrobinia uit ongeveer 1880, en verder een muziekkiosk en een nieuw gemetselde waterput.
- Het Hooghuis is een oude herberg die werd gebouwd tussen 1860 en 1880 en nog steeds als café in gebruik is. Het bevindt zich tegenover de kerk.
- Monument op het Sint-Antoniusplein, uit 1990, ter gelegenheid van het 150-jarig bestaan van de parochie Sint-Antoniusabt.
- De Sint-Antoniusmolen of Eerdse molen uit 1883, die in 2009-2011 gerestaureerd is.
- Airborne monument, bij de Sint-Antoniusmolen.
- Monument bij de Koeveringse molen, bestaande uit een tweetal molenstenen.

Zie ook
- Lijst van rijksmonumenten in Eerde (Noord-Brabant)
- Lijst van gemeentelijke monumenten in Eerde (Noord-Brabant)

## Nabijgelegen kernen
Schijndel, Sint-Oedenrode, Veghel, Wijbosch, Zijtaart